# Россер
Россер (англ. Rosser) — сільський муніципалітет в Канаді, у провінції Манітоба.

## Населення
За даними перепису 2016 року, сільський муніципалітет нараховував 1372 особи, показавши зростання на 1,5%, порівняно з 2011-м роком. Середня густина населення становила 3,1 осіб/км².
З офіційних мов обидвома одночасно володіли 45 жителів, тільки англійською — 1 300, а 20 — жодною з них. Усього 260 осіб вважали рідною мовою не одну з офіційних, з них 5 — українську.
Працездатне населення становило 73,8% усього населення, рівень безробіття — 6% (4,8% серед чоловіків та 7,6% серед жінок). 81,9% осіб були найманими працівниками, а 16,8% — самозайнятими.
Середній дохід на особу становив $47 623 (медіана $39 488), при цьому для чоловіків — $57 130, а для жінок $37 489 (медіани — $45 760 та $33 579 відповідно).
35,8% мешканців мали закінчену шкільну освіту, не мали закінченої шкільної освіти — 20,4%, 44,8% мали післяшкільну освіту, з яких 30% мали диплом бакалавра, або вищий.
| Статево-вікова структура населення | Статево-вікова структура населення | Статево-вікова структура населення | Статево-вікова структура населення | Статево-вікова структура населення |
| ---------------------------------- | ---------------------------------- | ---------------------------------- | ---------------------------------- | ---------------------------------- |
|                                    |                                    |                                    |                                    |                                    |
| Всього                             | Всього                             | 50,9%49,1%                         |                                    |                                    |
| 0 — 14 років                       | 0 — 14 років                       |                                    | 17,6%                              | 17,6%                              |
| 15 — 64 років                      | 15 — 64 років                      |                                    | 68,1%                              | 68,1%                              |
| 65 і більше                        | 65 і більше                        |                                    | 14,3%                              | 14,3%                              |
| 85 і більше                        | 85 і більше                        |                                    | 1,5%                               | 1,5%                               |
| Середній вік (років)               | Середній вік (років)               | 40,040,2                           | 40,1                               | 40,1                               |
| Медіана (років)                    | Медіана (років)                    | 42,041,6                           | 41,8                               | 41,8                               |
| — чоловіки — жінки                 |                                    |                                    |                                    |                                    |

| Походження мешканців:     | Походження мешканців:     | Походження мешканців: | Походження мешканців: | Походження мешканців: |
| ------------------------- | ------------------------- | --------------------- | --------------------- | --------------------- |
| Походження                |                           |                       | осіб                  | %                     |
| Корінні американці        | Корінні американці        |                       | 140                   | 11.67%                |
| Інше північноамериканське | Інше північноамериканське |                       | 290                   | 24.17%                |
| Європейське               | Європейське               |                       | 1 035                 | 86.25%                |
| британське                | британське                |                       | 650                   | 54.17%                |
| французьке                | французьке                |                       | 105                   | 8.75%                 |
| українське                | українське                |                       | 195                   | 16.25%                |
| Африканське               | Африканське               |                       | 10                    | 0.83%                 |
| Азійське                  | Азійське                  |                       | 65                    | 5.42%                 |

| Зайнятість населення за галузями (за класифікацією NOC): | Зайнятість населення за галузями (за класифікацією NOC): | Зайнятість населення за галузями (за класифікацією NOC): | Зайнятість населення за галузями (за класифікацією NOC): | Зайнятість населення за галузями (за класифікацією NOC): |
| -------------------------------------------------------- | -------------------------------------------------------- | -------------------------------------------------------- | -------------------------------------------------------- | -------------------------------------------------------- |
|                                                          |                                                          |                                                          |                                                          |                                                          |
| Управління                                               | Управління                                               |                                                          | 15%                                                      | 15%                                                      |
| Бізнес, фінанси та адміністрування                       | Бізнес, фінанси та адміністрування                       |                                                          | 15%                                                      | 15%                                                      |
| Природничі та прикладні науки                            | Природничі та прикладні науки                            |                                                          | 4,8%                                                     | 4,8%                                                     |
| Охорона здоров'я                                         | Охорона здоров'я                                         |                                                          | 6,1%                                                     | 6,1%                                                     |
| Освіта, правозахист, муніципальні та урядові служби      | Освіта, правозахист, муніципальні та урядові служби      |                                                          | 9,5%                                                     | 9,5%                                                     |
| Мистецтво, культура, відпочинок та спорт                 | Мистецтво, культура, відпочинок та спорт                 |                                                          | 3,4%                                                     | 3,4%                                                     |
| Роздрібна торгівля та послуги                            | Роздрібна торгівля та послуги                            |                                                          | 15%                                                      | 15%                                                      |
| Гуртова торгівля, транспорт та обладнання                | Гуртова торгівля, транспорт та обладнання                |                                                          | 24,5%                                                    | 24,5%                                                    |
| Природні ресурси, сільське господарство                  | Природні ресурси, сільське господарство                  |                                                          | 4,8%                                                     | 4,8%                                                     |
| Виробництво                                              | Виробництво                                              |                                                          | 1,4%                                                     | 1,4%                                                     |

## Клімат
Середня річна температура становить 2,5°C, середня максимальна – 23,7°C, а середня мінімальна – -25,2°C. Середня річна кількість опадів – 533 мм.
| Клімат поселення                              | Клімат поселення | Клімат поселення | Клімат поселення | Клімат поселення | Клімат поселення | Клімат поселення | Клімат поселення | Клімат поселення | Клімат поселення | Клімат поселення | Клімат поселення | Клімат поселення | Клімат поселення |
| Показник                                      | Січ.             | Лют.             | Бер.             | Квіт.            | Трав.            | Черв.            | Лип.             | Серп.            | Вер.             | Жовт.            | Лист.            | Груд.            |                  |
| Середній максимум, °C                         | −11,88           | −7,54            | −0,61            | 10,13            | 18,40            | 23,70            | 23,49            | 23,00            | 17,16            | 9,88             | −0,03            | −9,8             |                  |
| Середня температура, °C                       | −18,55           | −14,2            | −7,27            | 3,46             | 11,74            | 17,03            | 19,20            | 18,70            | 12,84            | 5,59             | −4,36            | −14,1            |                  |
| Середній мінімум, °C                          | −25,21           | −20,87           | −13,94           | −3,22            | 5,08             | 10,36            | 14,88            | 14,36            | 8,50             | 1,28             | −8,68            | −18,44           |                  |
| Норма опадів, мм                              | 21               | 15               | 23               | 29               | 54               | 94               | 82               | 74               | 54               | 39               | 26               | 22               |                  |
| Середньомісячна швидкість вітру, м/с          | 4.20             | 4.10             | 4.23             | 4.40             | 4.40             | 3.90             | 3.50             | 3.70             | 4.10             | 4.50             | 4.40             | 4.26             |                  |
| Середньомісячна сонячна радіація, кДж/м²·день | 4295             | 7759             | 12631            | 17263            | 20116            | 21119            | 21624            | 18407            | 12648            | 7551             | 4303             | 3281             |                  |
| --------------------------------------------- | ---------------- | ---------------- | ---------------- | ---------------- | ---------------- | ---------------- | ---------------- | ---------------- | ---------------- | ---------------- | ---------------- | ---------------- | ---------------- |
| Джерело:                                      |                  |                  |                  |                  |                  |                  |                  |                  |                  |                  |                  |                  |                  |